# Antigonos II Gonatas
Antigonos II Gonatas  (grekiska: Αντίγονος B΄ Γονατας) , var en makedonsk kung, son till Demetrios Poliorketes, gift med Fila II och sonson till Alexanders general Antigonos I Monofthalmos.
När hans far, 287 f. Kr. begav sig till Asien, lämnades Antigonos kvar i Grekland och antog efter sin faders död 283 f. Kr. kungatiteln, men först efter sin seger över de i Makedonien inträngande keltiska horderna 276 f. Kr. erkänd som kung över detta land. Antigonos förde ett segerrikt krig, det chremonideiska, mot Aten, Sparta och kung Ptolemaios av Egypten och intog den förstnämnda staden 263 f. Kr. Antigonos, som var varmt intresserad för vetenskap och litteratur, tryggade det makedoniska väldet i Grekland. 

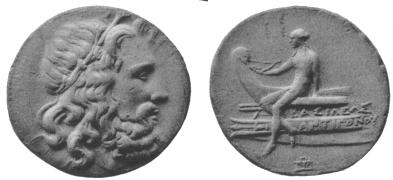
Mynt med Antigonus II Gonatas. Den grekiska inskriptionen lyder: "ΒΑΣΙΛΕΩΣ ΑΝΤΙΓΟΝΟΥ" (Kung Antigonos)